# Matilde Palou
Matilde Palou Bouroncle (San Felipe, 4 de febrero de 1906-Ciudad de México, 18 de octubre de 1970) fue una actriz de cine mexicana de origen chileno. Apareció en treinta películas durante su carrera, entre las que se incluye un papel notable en Susana (1951) de Luis Buñuel. Estuvo casada con Miguel Ángel Ferriz Sr..

## Filmografía parcial
- Juárez y Maximiliano (1934)
- Los apuros de Narciso (1940)
- Secreto eterno (1942)
- Casa de vecindad (1951)
- Susana (1951)
- Los pobres van al Cielo (1951)
- El derecho de nacer (1952)
- Canción de cuna (1953)
- La intrusa (1954)
- Jesús, el niño Dios (1971)